# Li-Fi
Li-Fi (Light Fidelity) е двупосочна, високоскоростна и напълно безжична мрежова комуникационна технология, подобна на Wi-Fi. Терминът е въведен за първи път от Харалд Хаас по време на TEDGlobal разговор през 2011 г. в Единбург.
В технически план Li-Fi е светлинна комуникационна система, която е в състояние да предава данни с висока скорост чрез видимата светлина, ултравиолетовите и инфрачервените спектри. В сегашното си състояние само LED лампи могат да се използват за предаване на данни с видима светлина.
По отношение на крайната си употреба, технологията е подобна на Wi-Fi. Ключовата техническа разлика е, че Wi-Fi използва радиочестота, за да индуцира напрежение в антената за предаване на данни, докато Li-Fi използва модулирането на интензитета на светлината за предаването на данни. Li-Fi теоретично може да предава със скорост до 100 Gbit/s. Способността на Li-Fi да функционира безопасно в области, иначе податливи на електромагнитни смущения (например кабини на самолети, болници, военни) е предимство. Технологията се разработва от няколко организации по целия свят.

## Подробности за технологията
Li-Fi е производно на технологията за оптични безжични комуникации (OWC), която използва светлина от светодиоди (LED) като среда за доставяне на мрежова, мобилна, високоскоростна комуникация по подобен на Wi-Fi начин. Предвижда се Li-Fi пазарът да има комбиниран годишен темп на растеж от 82% от 2013 до 2018 г. и да струва над 6 милиарда долара годишно до 2018 г. Пазарът обаче не се е развил като такъв и Li-Fi остава с пазарна ниша, главно за оценка на технологиите.
Комуникациите с видима светлина (Visible light communication, VLC) работят чрез изключване и включване на тока към светодиодите с много висока скорост, твърде бързо, за да бъдат забелязани от човешкото око, следователно не представляват никакво трептене. Въпреки че Li-Fi светодиодите трябва да бъдат включени за предаване на данни, те могат да бъдат затъмнени до под човешката видимост, като същевременно излъчват достатъчно светлина за пренасяне на данните. Това също е основна пречка на технологията, когато се основава на видимия спектър, тъй като е ограничена до целта на осветлението и не е идеално приспособена към целта на мобилната комуникация. Технологиите, които позволяват роуминг между различни Li-Fi клетки, известни също като прехвърляне, могат да позволят безпроблемно преминаване между Li-Fi. Светлинните вълни не могат да проникнат през стените, което се изразява в много по-къс обхват и по-нисък потенциал за хакване в сравнение с Wi-Fi. Директната видимост не е необходима за Li-Fi за предаване на сигнал; светлината, отразена от стените, може да достигне 70 Mbit/s.
Li-Fi има предимството да бъде полезен в чувствителни към електромагнитни области, като например в кабините на самолети, болници и атомни електроцентрали, без да причинява електромагнитни смущения. Както Wi-Fi, така и Li-Fi предават данни през електромагнитния спектър, но докато Wi-Fi използва радиовълни, Li-Fi използва видима, ултравиолетова и инфрачервена светлина. Докато Федералната комисия по далекосъобщения на САЩ предупреди за потенциална криза в спектъра, тъй като Wi-Fi е близо до пълен капацитет, Li-Fi почти няма ограничения за капацитет. Спектърът на видимата светлина е 10 000 пъти по-голям от целия радиочестотен спектър. Изследователите са достигнали скорост на данни от над 224 Gbit/s, което е много по-бързо от типичната бърза широколентова връзка през 2013 г. Очаква се Li-Fi да бъде десет пъти по-евтин от Wi-Fi. Малкият обхват, ниската надеждност и високите разходи за монтаж са потенциалните недостатъци.
PureLiFi демонстрира първата налична в търговската мрежа Li-Fi система, Li-1st, на Световния мобилен конгрес през 2014 г. в Барселона.
Bg-Fi е Li-Fi система, състояща се от приложение за мобилно устройство и прост потребителски продукт, като IoT (Интернет на нещата) устройство, с цветен сензор, микроконтролер и вграден софтуер. Светлината от дисплея на мобилното устройство комуникира с цветния сензор на потребителския продукт, който преобразува светлината в цифрова информация. Светлинните диоди позволяват на потребителския продукт да комуникира синхронно с мобилното устройство.

## История
Професор Харалд Хаас измисля термина „Li-Fi“ на своя TED Global Talk през 2011 г., където представя идеята за „безжични данни от всяка светлина“. Той е професор по мобилни комуникации в Университета в Единбург и съосновател на pureLiFi заедно с д-р Мостафа Афгани.
Общият термин „комуникация с видима светлина“ (VLC), чиято история датира от 1880-те, включва всяко използване на частта от видимата светлина от електромагнитния спектър за предаване на информация. Проектът D-Light в Института за цифрови комуникации в Единбург е финансиран от януари 2010 г. до януари 2012 г. Хаас популяризира тази технология в своя разговор на TED Global през 2011 г. и помага за стартирането на компания, която да я предлага на пазара. PureLiFi, преди pureVLC, е фирма производител на оригинално оборудване (OEM), създадена да комерсиализира Li-Fi продукти за интеграция със съществуващи LED осветителни системи.
През октомври 2011 г. изследователска организация Fraunhofer IPMS и индустриални компании сформират Li-Fi Consortium, за да промотират високоскоростните оптични безжични системи и да преодолеят ограниченото количество наличен радиобазиран безжичен спектър чрез използване на напълно различна част от електромагнитния спектър.
Редица компании предлагат еднопосочни VLC продукти, което не е същото като Li-Fi – термин, дефиниран от Комитета по стандартизация на IEEE 802.15.7r1.
VLC технологията е представена през 2012 г. с помощта на Li-Fi. До август 2013 г. скорости на данни от над 1,6 Gbit/s са демонстрирани за едноцветен светодиод. През септември 2013 г. в прессъобщение се казва, че Li-Fi или VLC системите като цяло не изискват условия на видимост. През октомври 2013 г. е съобщено, че китайски производители работят върху комплекти за разработка на Li-Fi.
През април 2014 г. руската компания Stins Coman обявява разработването на Li-Fi безжична локална мрежа, наречена BeamCaster. Техният текущ модул прехвърля данни при 1,25 GB/s, но те предвиждат повишаване на скоростта до 5 GB/s в близко бъдеще. През 2014 г. е установен нов рекорд от Sisoft (мексиканска компания), която успява да прехвърля данни със скорост до 10 GB/s в светлинен спектър, излъчван от LED лампи.
Последните интегрирани CMOS оптични приемници за Li-Fi системи са реализирани с лавинни фотодиоди (APD), които са силно чувствителни устройства. През юли 2015 г. IEEE задейства APD в режим на Гайгер като единичен фотонен лавинен диод (SPAD), за да увеличи ефективността на потреблението на енергия и да направи приемника още по-чувствителен. Тази операция може да се извърши и като квантово ограничена чувствителност, която прави приемниците способни да откриват слаби сигнали от далечно разстояние.
През юни 2018 г. Li-Fi преминава тест от завод на BMW в Мюнхен за работа в индустриална среда. Ръководителят на проекта на BMW Герхард Клайнпетер се надява на миниатюризирането на Li-Fi трансивърите, за да бъде Li-Fi ефективно използван в производствените предприятия.
През август 2018 г. Kyle Academy, средно училище в Шотландия, изпробва използването на Li-Fi в училището. Студентите могат да получават данни чрез връзка между своите преносими компютри и USB устройство, което е в състояние да преведе бързото включване-изключване на тока от светодиодите на тавана в данни.
През юни 2019 г. френската компания Oledcomm тества своята Li-Fi технология на авиоизложението в Париж през 2019 г. Oledcomm се надява да си сътрудничи с Air France в бъдеще за тестване на Li-Fi на самолет по време на полет.

## Стандарти
Подобно на Wi-Fi, Li-Fi е безжичен и използва подобни 802.11 протоколи, но също така използва ултравиолетова, инфрачервена и видима светлина комуникация (вместо радиочестотни вълни), която има много по-голяма честотна лента.
Една част от VLC е моделирана след комуникационни протоколи, установени от работната група IEEE 802. Стандартът IEEE 802.15.7 обаче е остарял: той не успява да вземе предвид най-новите технологични разработки в областта на оптичните безжични комуникации, по-специално с въвеждането на методи за модулация на оптично ортогонално честотно разделение (O-OFDM), които са оптимизирани за скорости на данни, множествен достъп и енергийна ефективност. Въвеждането на O-OFDM означава, че е необходимо ново устройство за стандартизиране на оптичните безжични комуникации.
Независимо от това, стандартът IEEE 802.15.7 дефинира физическия слой (PHY) и слоя за контрол на достъпа до медиите (MAC). Стандартът е в състояние да предостави достатъчно скорости на данни за предаване на аудио, видео и мултимедийни услуги. Той взема предвид мобилността на оптичното предаване, неговата съвместимост с изкуствено осветление, присъстващо в инфраструктурите, и смущенията, които могат да бъдат генерирани от околното осветление. MAC слоят позволява използването на връзката с другите слоеве, както с TCP/IP протокола.
Стандартът дефинира три PHY слоя с различни скорости:
- PHY 1 е създаден за външно приложение и работи от 11,67 kbit/s до 267,6 kbit/s.
- Слоят PHY 2 позволява достигане на скорости на данни от 1,25 Mbit/s до 96 Mbit/s.
- PHY 3 се използва за много източници на емисии с определен метод на модулация, наречен color shift keying (CSK). PHY III може да доставя скорости от 12 Mbit/s до 96 Mbit/s.[7]

Форматите на модулация, разпознати за PHY I и PHY II, са манипулиране включване-изключване (OOK) и модулация с променлива импулсна позиция (VPPM). Манчестърското кодиране, използвано за слоевете PHY I и PHY II, включва часовника вътре в предаваните данни, като представлява логическа 0 със символ OOK "01" и логика 1 със символ OOK "10", всички с DC компонент. DC компонентът избягва угасването на светлината в случай на продължителен цикъл на логически нули.
Първият прототип на VLC смартфон е представен на изложението за потребителска електроника в Лас Вегас от 7 до 10 януари 2014 г. Телефонът използва Wysips CONNECT на SunPartner, техника, която преобразува светлинните вълни в използваема енергия, което прави телефона способен да приема и декодира сигнали без да черпи енергия от батерията си. Прозрачен тънък слой от кристално стъкло може да се добави към малки екрани като часовници и смартфони, които ги правят захранвани от слънчева енергия. Смартфоните могат да получат 15% повече живот на батерията по време на един типичен ден. Първите смартфони, използващи тази технология, трябва да се появят през 2015 г. Този екран може също да приема VLC сигнали, както и камерата на смартфона. Цената на тези екрани на смартфон е между $2 и $3, много по-евтино от повечето нови технологии.
Компанията за осветление Signify (бившата Philips Lighting) разработи VLC система за купувачи в магазините. Те трябва да изтеглят приложение на своя смартфон и след това техният смартфон работи със светодиодите в магазина. Светодиодите могат да определят къде се намират в магазина и да им дадат съответните купони и информация въз основа на коя пътека се намират и какво гледат.

## Приложения
С късовълновото излъчване, използвано от Li-Fi, комуникациите не могат да проникнат през стени и врати. Това го прави по-сигурен и улеснява контрола на достъпа до мрежа. Докато прозрачните материали като прозорци са покрити, достъпът до Li-Fi канал остава ограничен до устройства в стаята.

### Автоматизация на дома и сградите
Много експерти предвиждат движение към Li-Fi в домовете, тъй като той има потенциал за по-бързи скорости и предимства за сигурността с начина, по който технологията работи. Тъй като светлина изпраща данните, мрежата може да се съдържа в една физическа стая или сграда, намалявайки възможността за отдалечена мрежова атака. Въпреки че това има по-голямо значение за предприятията и други сектори, домашната употреба може да бъде изтласкана с нарастването на домашната автоматизация, която изисква големи обеми данни да се прехвърлят през локалната мрежа.

### Подводно приложение
Повечето дистанционно управлявани подводни превозни средства (ROVs) се управляват чрез кабелни връзки. Дължината на кабелите им поставя твърдо ограничение на работния им обхват и други потенциални фактори като теглото и крехкостта на кабела могат да бъдат ограничаващи. Тъй като светлината може да преминава през вода, базираните на Li-Fi комуникации биха могли да предложат много по-голяма мобилност. Полезността на Li-Fi е ограничена от разстоянието, на което светлината може да проникне във водата. Значителни количества светлина не проникват по-далеч от 200 метра. След 1000 метра светлина не прониква.

### Авиация
Ефективната комуникация на данни е възможна във въздушна среда, като например търговски пътнически самолет, използващ Li-Fi. Използването на това базирано на светлина предаване на данни няма да попречи на оборудването на самолета, което разчита на радиовълни, като например неговия радар.

### Болници
Все по-често медицинските заведения използват дистанционни прегледи и дори процедури. Li-Fi системите биха могли да предложат по-добра система за предаване на данни с ниска латентност и голям обем през мрежи. Освен че осигуряват по-висока скорост, светлинните вълни имат и намален ефект върху медицинските инструменти. Пример за това би била възможността безжични устройства да се използват в подобни радиочувствителни процедури на ЯМР. Друго приложение на LiFi в болниците е локализация на активи и персонал.

### Превозни средства
Превозните средства могат да комуникират помежду си чрез предни и задни светлини, за да повишат пътната безопасност. Уличните светлини и светофарите също могат да предоставят информация за текущите пътни ситуации.

### Индустриална автоматизация
Навсякъде в индустриалните зони трябва да се предават данни, Li-Fi е в състояние да замени плъзгащи пръстени, плъзгащи се контакти и къси кабели, като Industrial Ethernet. Поради реалното време на Li-Fi (което често се изисква за процеси на автоматизация), той също е алтернатива на общите индустриални стандарти за безжична LAN. Fraunhofer IPMS, изследователска организация в Германия, заявява, че са разработили компонент, който е много подходящ за промишлени приложения с чувствително време предаване на данни.

### Реклама
Уличните лампи могат да се използват за показване на реклами за близки бизнеси или атракции на клетъчни устройства, когато човек преминава през тях. На клиент, който влиза в магазин и минава през предните светлини на магазина, може да му се покажат текущи продажби и промоции чрез неговото клетъчно устройство.

## Вижте още
- Bluetooth
- LAN
- Wi-Fi
- WAN
- MAN
- WLAN
- Token ring
- Мрежови топологии